# Petersham
Petersham és una població dels Estats Units a l'estat de Massachusetts. Segons el cens del 2000 tenia 1.180 habitants.

## Demografia
Segons el cens del 2000, Petersham tenia 1.180 habitants, 438 habitatges, i 299 famílies. La densitat de població era de 8,4 habitants/km².
Dels 438 habitatges en un 29,5% hi vivien nens de menys de 18 anys, en un 59,6% hi vivien parelles casades, en un 5,5% dones solteres, i en un 31,7% no eren unitats familiars. En el 27,2% dels habitatges hi vivien persones soles l'11,4% de les quals corresponia a persones de 65 anys o més que vivien soles. El nombre mitjà de persones vivint en cada habitatge era de 2,48 i el nombre mitjà de persones que vivien en cada família era de 3,04.
Per edats la població es repartia de la següent manera: un 22,4% tenia menys de 18 anys, un 4,3% entre 18 i 24, un 27% entre 25 i 44, un 28,7% de 45 a 60 i un 17,5% 65 anys o més.
L'edat mediana era de 43 anys. Per cada 100 dones de 18 o més anys hi havia 95,7 homes.
La renda mediana per habitatge era de 47.833 $ i la renda mediana per família de 58.125$. Els homes tenien una renda mediana de 39.265 $ mentre que les dones 26.354$. La renda per capita de la població era de 24.222$. Entorn del 2% de les famílies i el 5,8% de la població estaven per davall del llindar de pobresa.